# Yui Ohashi
Yui Ohashi (Hikone, 18 de outubro de 1995) é uma nadadora japonesa, campeã olímpica.

## Carreira
Ohashi conquistou a medalha de ouro nos Jogos Olímpicos de Verão de 2020 em Tóquio nas provas de 200 m medley e 400 m medley com as marcas de 2:08.52 e 4:32.08 respectivamente.